# Бой у Сакмарского городка
Бой у Сакмарского городка — сражение Крестьянской войны 1773—1775 годов, произошедшее 1 (12) апреля 1774 года у Сакмарского городка. В ходе боя войска генерала П. М. Голицына нанесли повстанцам сокрушительное поражение.

## История события
К Сакмарскому городку Пугачёв с оставшимся войском отступил после разгрома у Татищевой и снятия осады Оренбурга. Приведя армию в порядок, он рассчитывал начать новое наступление в направлении этой крепости. В то же время войска генерала П. М. Голицына (6000 человек и около 20 пушек) вошли в Оренбург и двинулись к Каргале. В этом районе 1 (12) апреля 1774 года арьергард правительственного отряда столкнулся с войском повстанцев (4000 человек при 9 орудиях), и Пугачёв начал немедленное отступление к Сакмаре.
В развернувшемся сражении повстанцы оказали упорное сопротивление, не раз переходили в контратаки. Передовой отряд пугачёвцев попал под огонь артиллерии и был рассеян; преследуемый неприятельской конницей, Пугачёв с пятью сотнями казаков, башкир и заводских крестьян бежал на северо-восток, к селу Ташла. Разгром повстанческого отряда довершил авангард правительственных войск полковника Хорвата, который преследовал повстанцев до Сакмары. Потери мятежников составили 400 убитыми и 3500 пленными; кроме того, войска Голицына захватили всю артиллерию. Потери Голицына составили 254 человека убитыми и ранеными, или 46 убитых и 208 раненых
Боем у Сакмарского городка завершился первый этап Крестьянской войны 1773—1775 годов.